# Вергуни
Вергуни́, або хрусти́, — українські кондитерські вироби з бездріжджового тіста, куди входять борошно, масло, яйця, цукор і як обов'язкова добавка спирт (ром, коньяк, горілка) або, в крайньому разі, оцет (іноді разом з алкоголем). Як замінник масла, а частіше як додатковий компонент у вергуни додають трохи молочних продуктів — молока, сметани або вершків.
Похідною від цих виробів є випічка київська троянда.

## Приготування
Тісто для вергунів роблять круте, зазвичай у такому порядку: яйця розтирають з цукром, після цього додають масло (та/або інші молочні продукти), спиртні або ароматичні компоненти, і в цю масу поступово всипають борошно, замішуючи досить круте тісто.
Тісто розкачують у пласт завтовшки до 2–3 мм і нарізають смужками шириною 2,5 см і довжиною 10–12 см. Ці смужки складають навпіл, переплітають у косицю, а кінці зліплюють.
Після цього вергуни поміщають в киплячий смалець чи олію на 1–2 хвилини, поки у них не з'явиться золотисте забарвлення.
Обсмажені вергуни посипають цукровою пудрою. Їдять як гарячими, так і холодними. 

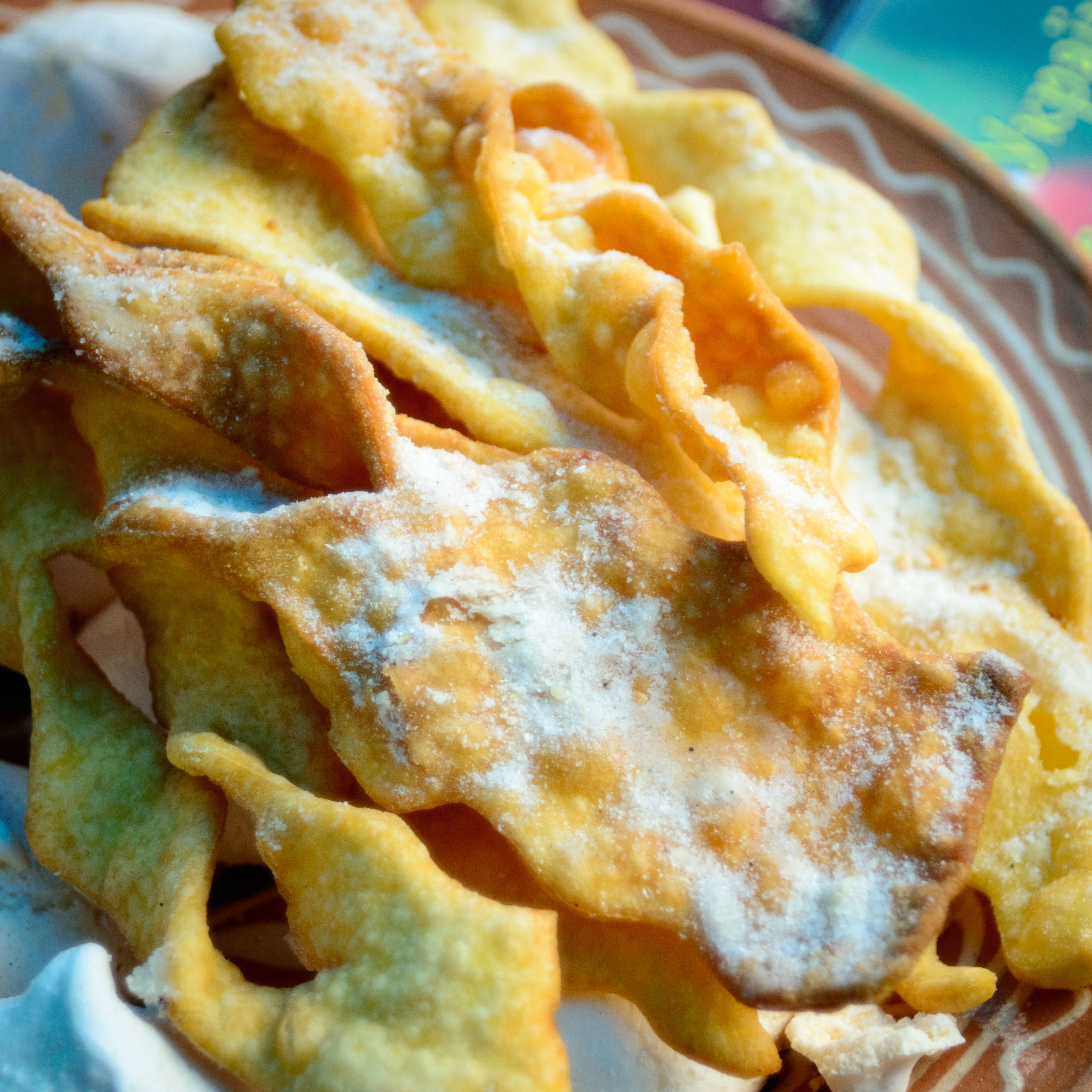
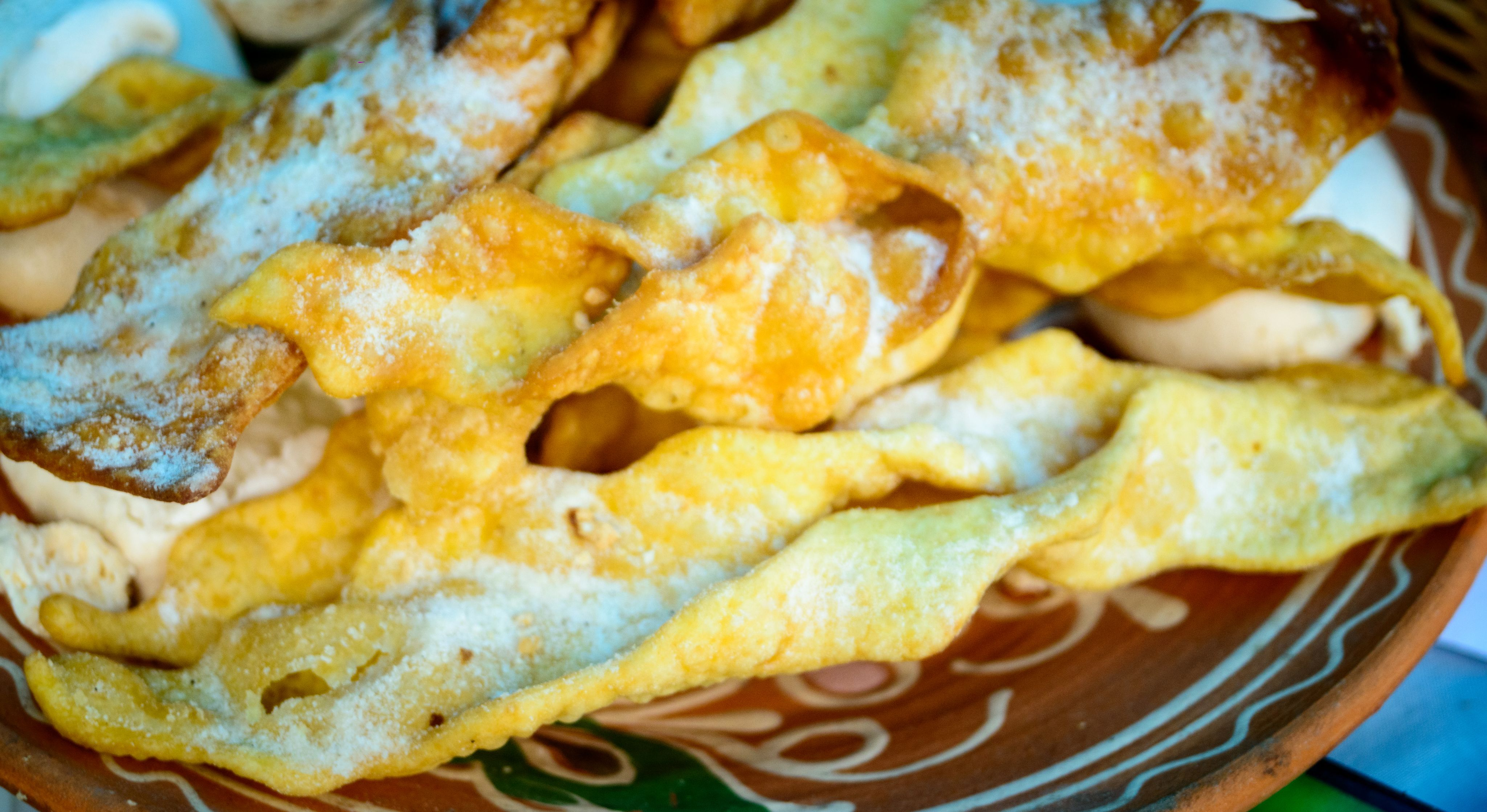
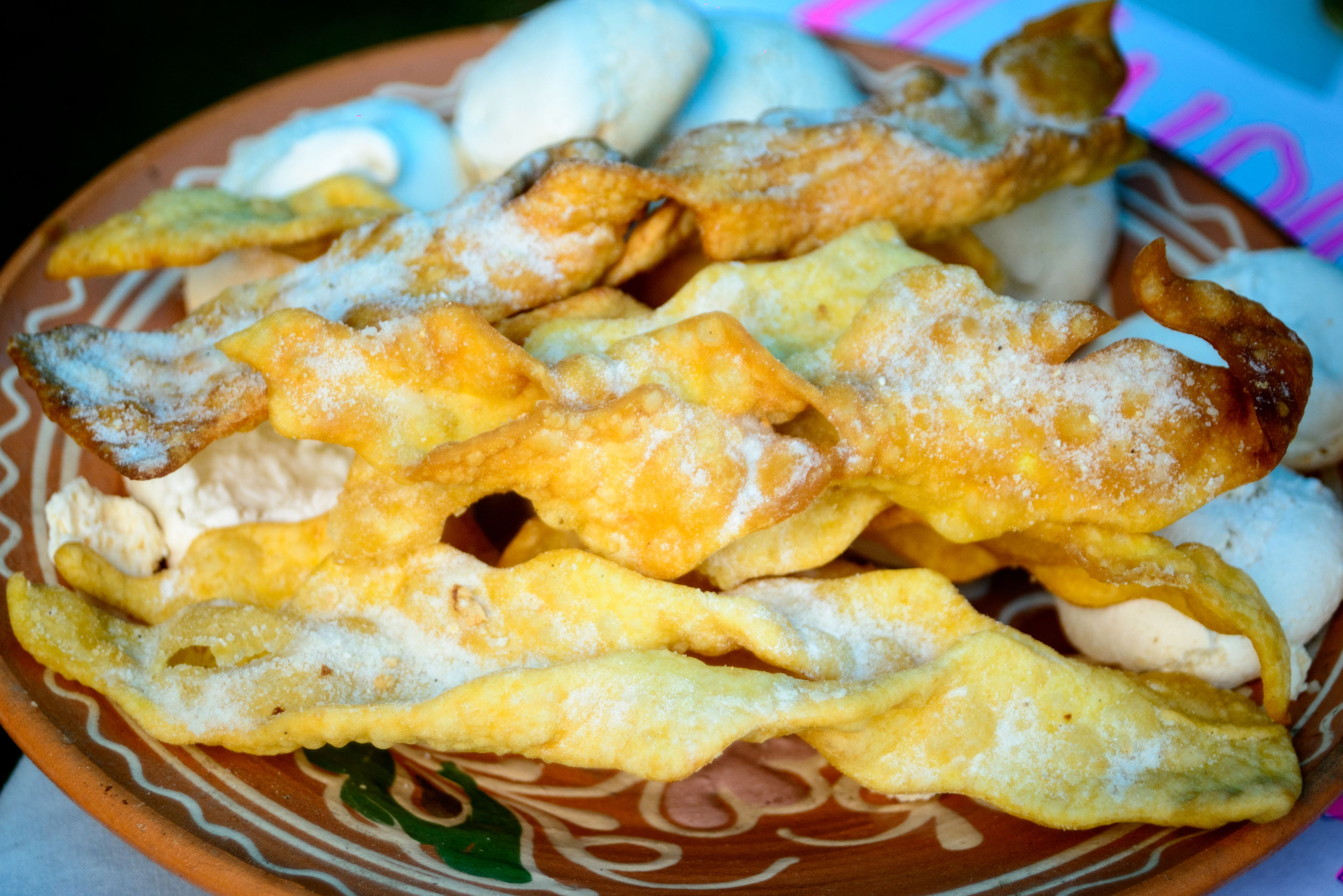

## Назви у інших кухнях
- біл. хрушчы, фаворкі
- болг. фаворки
- хорв. krostole, kroštule
- чеськ. boží milosti
- дан. klejner
- фр. bugnes, merveilles, oreillettes
- нім. Fasnachtschüechli, Raderkuchen, Mutzenblätter
- грец. diples (δίπλες)
- угор. csöröge fánk or forgácsfánk
- італ. chiacchiere, bugie, cenci, crostoli, frappe, galani, grostoli, sfrappole, nocche
- латис. žagariņi, zaķauši
- лит. žagarėliai
- норв. klenät
- пол. faworki, chruściki, chrusty
- порт. orelha de gato, cueca virada, filhós, coscorão, cavaquinho, crostoli
- рум. minciunele, uscatele, cirighele
- словац. fánka,čeregi
- словен. flancati
- ісп. pestiños
- швед. klenät
- їд. כרוסט

## Різновиди

### Польща, Німеччина
Фаворки (пол. faworki), хруст, хрустик (пол. chrust, chruścik), раніше також крепле (хоча це слово переважно означає пончик) — польське, німецьке (нім. радеркюхен, лібесшляйфен) традиційне, хрустке печиво з солодким смаком, у формі складного бантика, смажене у Фритюрі та посипане цукровою пудрою. Найчастіше їдять під час маскараду та на Жирний четвер або на М'ясопуст, тобто у вівторок перед Попільною середою. Їх готують зі збитого тіста і смажать як пончики.

#### Приготування
Тісто для фаворків має містити пшеничне борошно, багато яєчних жовтків або яєць, трохи жиру (вершкового масла або маргарину та сметани) і цукру, трохи алкоголю (спирту) або 6 % оцту, який діє як розпушувач і запобігає надмірному вбиранню жиру.
Замішане тісто розкачують качалкою, згинають і знову відбивають, ці дії повторюють багато разів до появи бульбашок повітря. Пізніше охолоджене тісто тонко розкачують і нарізають довгими прямокутниками з прорізом посередині. Один з коротших країв прямокутника протягується через розріз, створюючи характерну форму «бантика». Фаворки смажать у киплячому жирі (олії, яловичому жирі, харчовому жирі, свинячому смальці або очищеному вершковому маслі) до золотистої скоринки. Правильно приготовлені фаворки повинні бути ніжними й хрусткими.

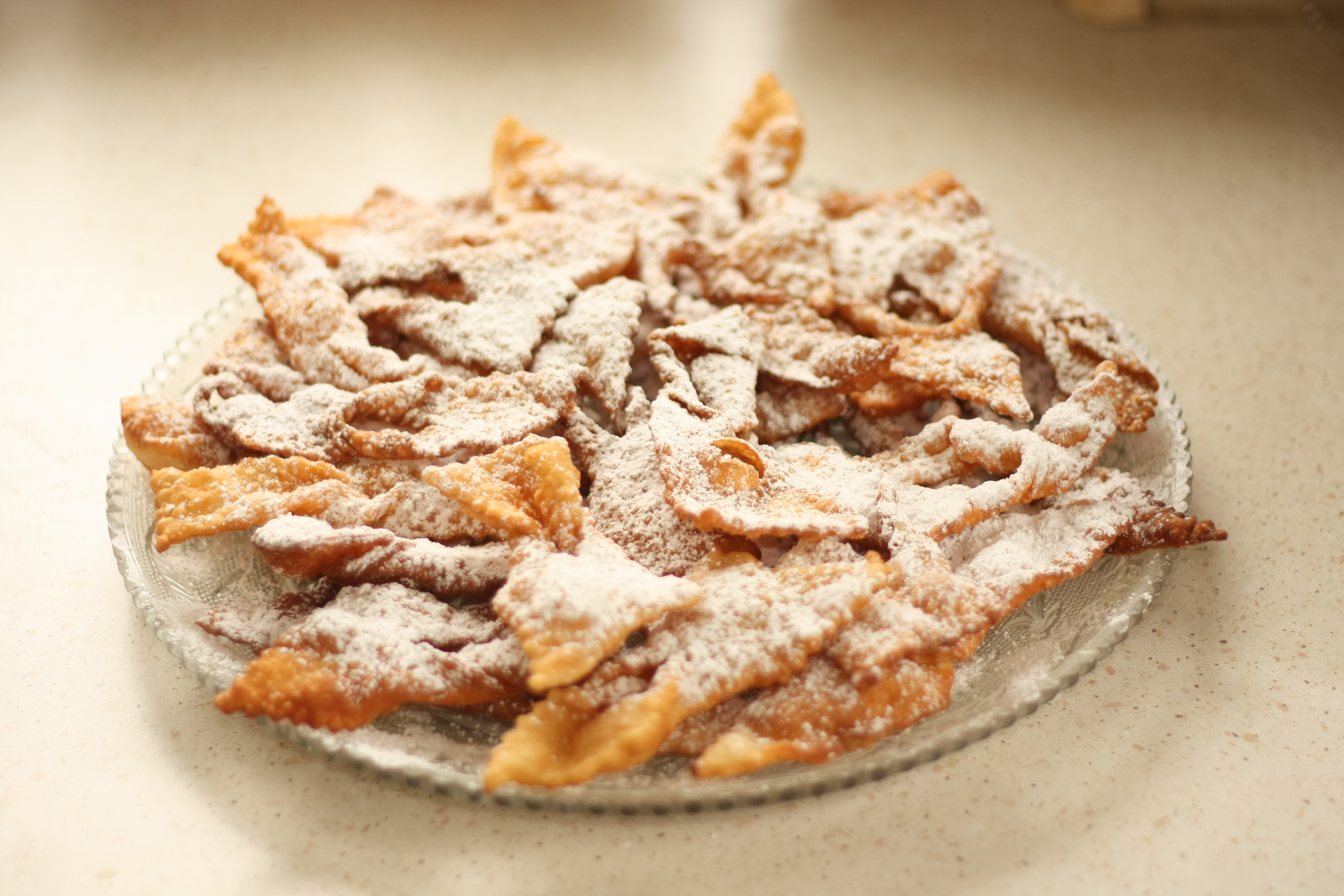
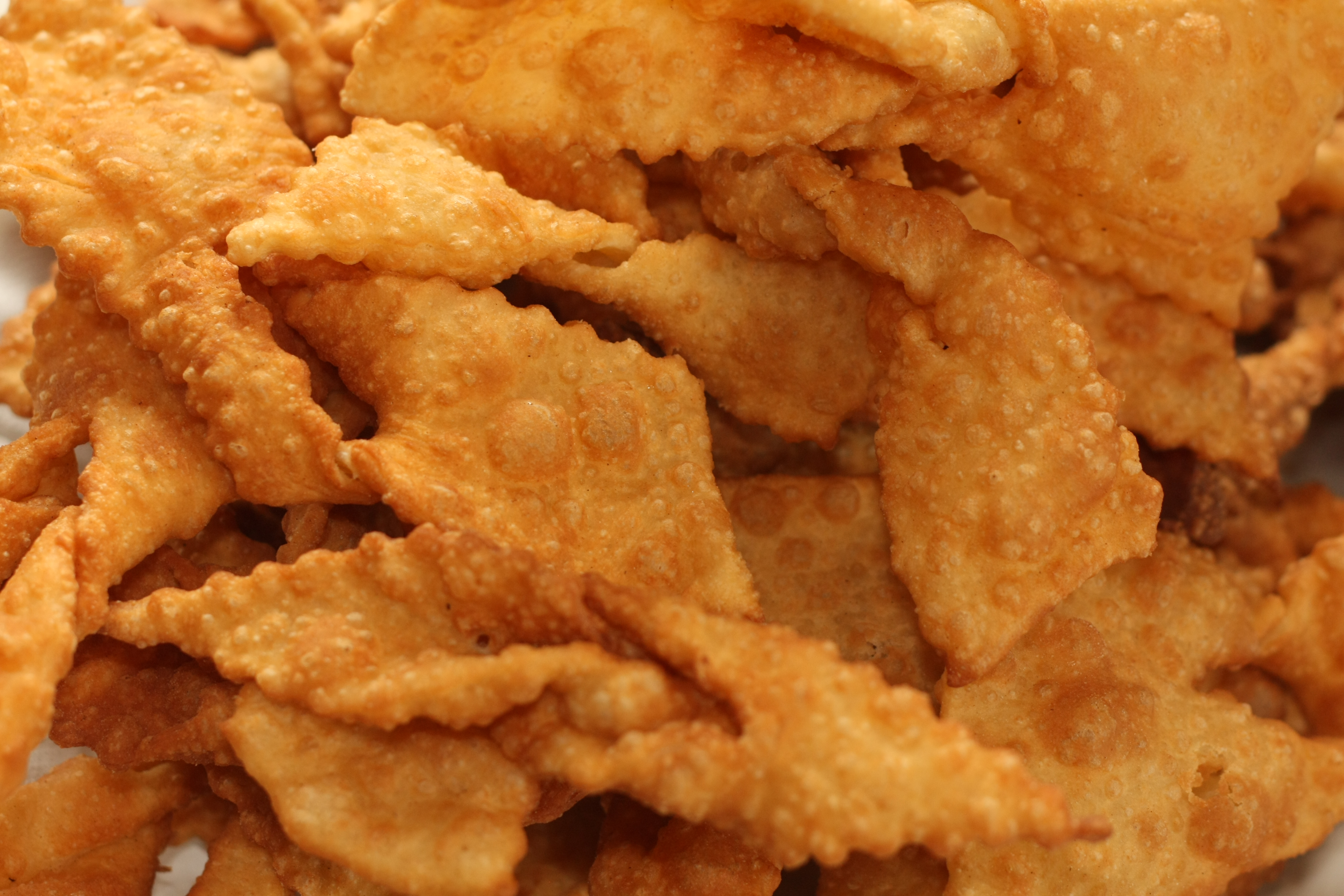
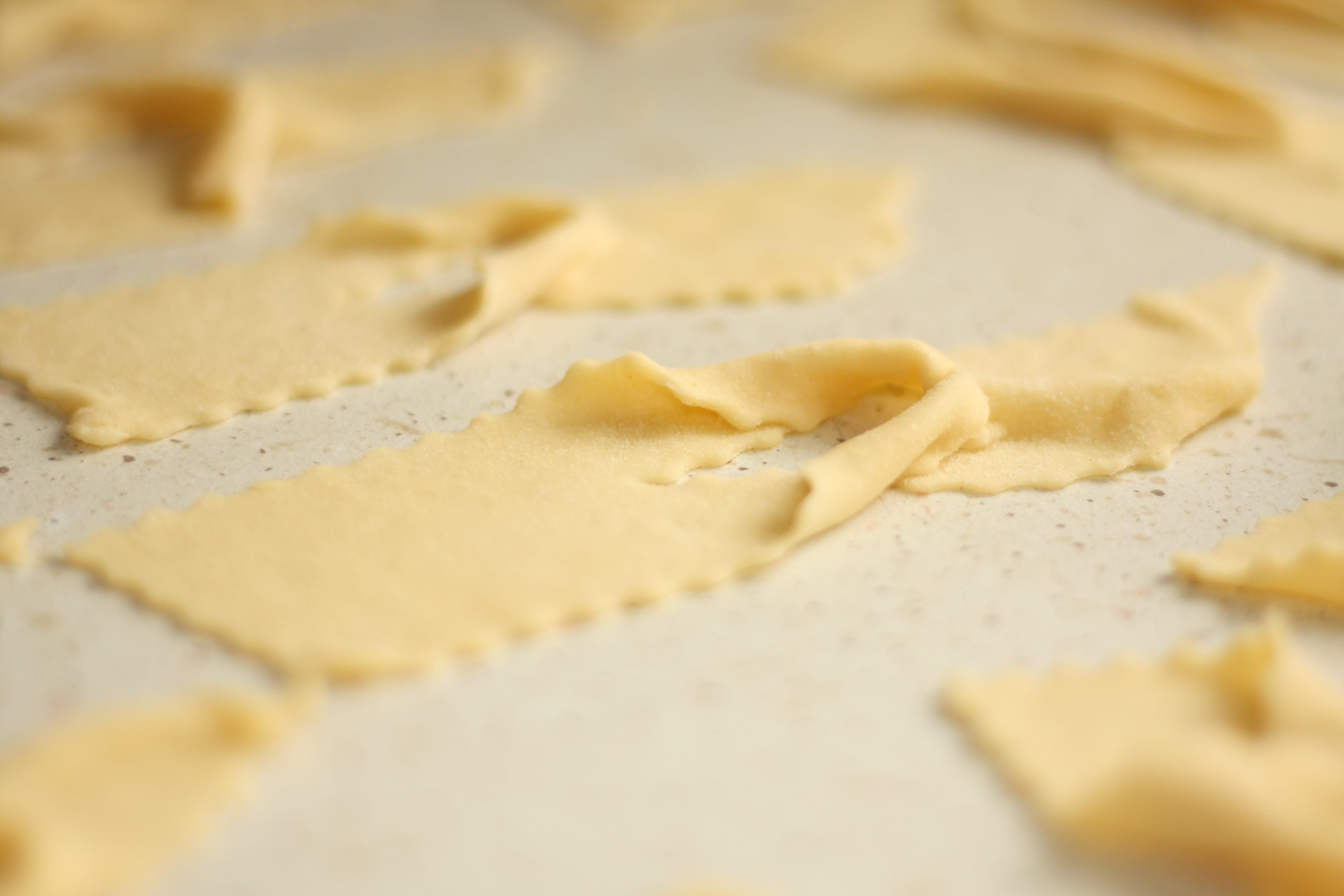
Фаворки перед смаженням

### Литва
Žagarėliai є еквівалентом вергунів у Литві. Žagarėliai (дослівно «маленькі палички») — ніжне печиво з тіста, смажене у фритюрі в жирі. Для смаження такого печива у фритюрі найкраще використовувати смалець або олію.
Skruzdėlynas перекладається як «мурашник» і являє собою шари смажених смужок тіста, вкритих медом і посипаних маком. Це типовий десерт, який подають 
під час литовських сімейних свят.